# Francesc Mirabent i Vilaplana
Francesc Mirabent i Vilaplana, de nom complet Francesc de Paula Mirabent i Vilaplana (Barcelona, 21 de novembre de 1888 - Barcelona, 5 de maig de 1952) va ser un filòsof, professor, periodista i escriptor català.

## Biografia i trajectòria
Fill de Antonio Mirabent i Clotilde Vilaplana, de família obrera, treballà d'empleat de banca fins que creà un negoci propi. Autodidacta, va formar-se pel seu compte, presentant-se als exàmens lliures de Batxillerat als instituts de Barcelona i Tarragona. Ben aviat començà a conrear la novel·la i el periodisme. En 1907 va començar a publicar en diversos periòdics de tendència republicana, com El Liberal de Madrid, El pueblo de València, fundat per Vicent Blasco Ibáñez, i especialment a El radical o La unión republicana, òrgan d'expressió a Almeria del partit Unión Republicana, fundat per Nicolás Salmerón. També va col·laborar en altres diaris com La Tarde de Palma, el Diario de Tortosa o La Esfera de Madrid. Entre 1916 i 1920 va fer la llicenciatura en Filosofia i Lletres a la Universitat de Barcelona. Allà va tenir com a professors a José Jordán de Urriés Azara i a Jaume Serra i Húnter.
A partir de 1920 abandonà l'activitat literària i periodística per a dedicar-se a l'ensenyança universitària. Va impartir classes de Psicologia i d'Història de la Filosofia, i es doctorà el 1927, amb una tesi doctoral que va rebre el premi extraordinari de doctorat, La estética inglesa del siglo XVIII. Aquell mateix any fou nomenat professor auxiliar de la Universitat de Barcelona, ocupant-se de les assignatures de Lògica i Teoria del coneixement. El 1931 va renunciar temporalment a exercir com a professor per raons personals, que el forçaven a viatjar. Durant aquest temps col·laborà a la Revista de Catalunya, Revue d'Esthétique de París, Review of Aesthetics and Art Criticism, Revista de Ideas Estéticas, etc. En els anys quaranta va tornar a exercir com a professor, i més endavant, a partir de 1950, com a catedràtic d'Estètica a la Universitat de Barcelona. Mirabent va entendre l'estètica com a ciència independent, contrària a l'irracionalisme i al fisiologisme. A través de Serra i Húnter es basà en un realisme espiritualista heretat de la tradició de l'Escola Catalana de Filosofia. Els seus mèrits científics el van portar a ocupar una plaça en el Comitè Permanent dels Congressos Internacionals de Filosofia, en alguns dels quals havia estat representant. També va destacar com a col·laborador honorari del Consell Superior d'Investigacions Científiques a l'Institut de Filosofia «Lluís Vives».

## Publicacions filosòfiques[1]
- L'Escola escocesa i la seva influència en els filòsofs catalans del segle XIX (1922)
- Els estudis filosòfics a Catalunya (1927)
- De la bellesa (1936)
- Dos poetas: Valéry y Claudel y la estética (1946)
- Estudios estéticos y otros ensayos filosóficos (1958)